# Badmuts

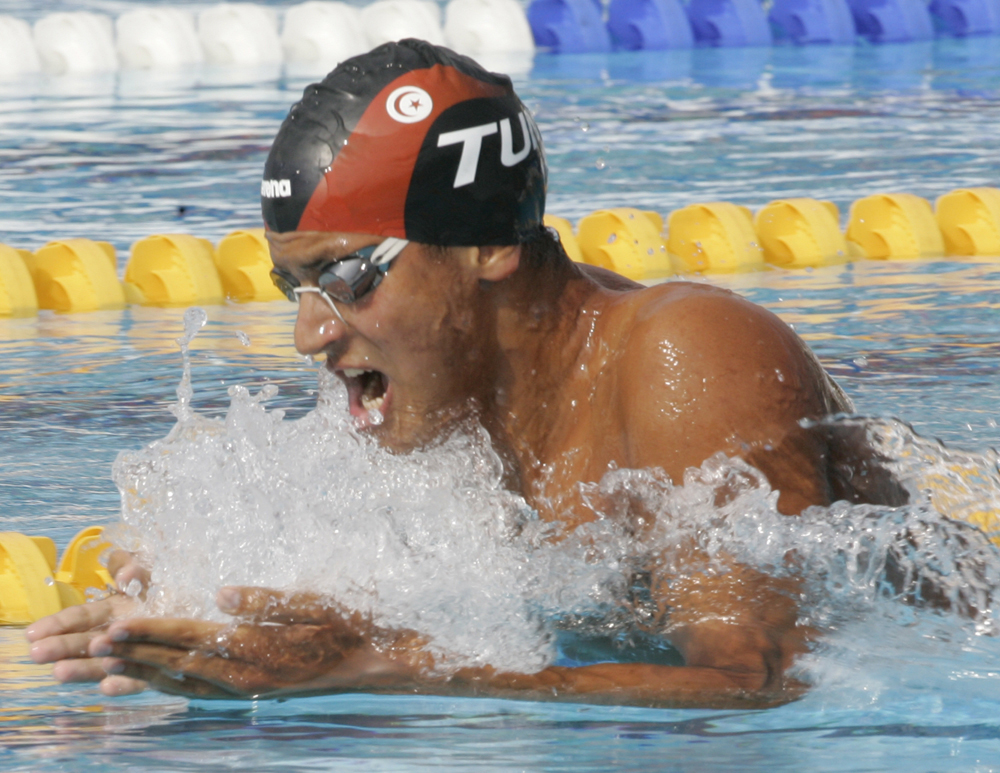
Zwemmer met badmuts

Een badmuts is een van enigszins elastisch kunststof of rubber gemaakt kapje dat bedoeld is om op het hoofd te dragen bij het baden, zwemmen of douchen. De badmuts kan verschillende doelen dienen:
- Bescherming van het hoofdhaar.
- Voorkomen van vervuiling van het water in een zwembad: oudere zwembadfilters raken gemakkelijk verstopt door afgevallen haren. In sommige zwembaden is het dragen van een badmuts daarom verplicht.
- Bij waterpolo draagt elk team een herkenbare badmuts, zodat de leden van de teams uit elkaar kunnen worden gehouden.
- Een felgekleurde badmuts maakt de zwemmer beter zichtbaar, dit kan veiligheidsdoelen dienen.
- Competitiezwemmers dragen vaak een badmuts zodat het lichaam minder weerstand biedt aan het water (bevordering aquadynamica).
- Bij langdurige zwemsessies houdt een badmuts het hoofd warm.